# Antonio de Mendoza
Don Antonio de Mendoza (Spagna, 1495 – Lima, 21 luglio 1552) è stato un politico e cavaliere medievale spagnolo, Cavaliere di Santiago, Commendatore di Socuéllamos, primo Viceré della Nuova Spagna, e secondo Viceré del Perù.

## Origini
Don Antonio (Lopez) de Mendoza, figlio di Don Iñigo López de Medoza, secondo Conte di Tendilla e primo Marchese di Mondéjar, (e anche nipote di Don Íñigo López de Mendoza, il famoso poeta) e della sua seconda moglie Francisca Pacheco Portocarrero (figlia di don Juan Pacheco primo conte di Escalona).
Si sposò con Catalina de Vargas, figlia di Francisco de Vargas Tesoriere Maggiore dei Sovrani Cattolici dalla quale ebbe tre figli chiamati Íñigo, doña Francisca e don Francisco de Mendoza.

## Inizio della carriera militare e politica
Iniziò con l'attività politica e militare nella corte di Ferdinando il Cattolico e continuò a servire suo nipote Carlo I.

## Primo Viceré della Nuova Spagna
Fu Antonio de Mendoza il primo uomo a ricevere il titolo di Viceré di un territorio americano, divenendo Viceré e capitano generale della Nuova Spagna il 17 aprile 1535. Durante il suo governo continuarono i viaggi di esplorazione, appoggiò Hernán Cortés nelle esplorazioni che portarono alla scoperta della penisola della Bassa California, e appoggiò anche Francisco Vázquez de Coronado che nel 1540 si inoltrò nei territori che attualmente fanno parte degli USA e del Messico.
Fondò nel 1535 la Zecca (casa de moneda) a Città del Messico, diede impulso e ordine alle miniere, iniziò l'edificazione del porto di Veracruz, fondò la città di Valladolid (oggi Morelia, Michoacán) e iniziò con l'aiuto di Juan de Zumárraga la fondazione della Reale e Pontificia Università del Messico.

## Viceré del Perú
Nel 1550 il Consiglio delle Indie nominò Luis de Velasco Viceré della Nuova Spagna, sostituendo Antonio de Mendoza che veniva nominato Viceré del Perù. Arrivò nel 1551, ma la carica durò solamente dieci mesi in quanto morì nel 1552; venne sepolto nella cattedrale di Lima.